# أحمد بن عبد الملك بن عطاش
أَحْمَدُ بْنُ عَبْدِ الْمَلِكِ بْنِ عَطَّاشْ (توفي سنة 1107)، كان داعيًا وزعيمًا إسماعيليًا في القرن الحادي عشر وبداية الثاني عشر في عصر السلطان بركياروق المُعاصر لسيد ألموت حسن الصباح. وهو ابن الداعي عبد الملك بن عطاش.
كان والده داعياً في عراق العجم وعاش في أصفهان حتى اضطر إلى الفرار بسبب نشاطه وذهب إلى الري حيث قدم في حسن الصباح لكادر الدعاة عام 1072 وأرسله إلى مصر؛ ويقال أيضًا أنه هو الذي استولى على قلعة جردكوه التابعة للرئيس مظفر خلال هذه الخطوة. في هذه الأثناء، بقي ابنه أحمد في أصفهان حيث دخل قلعة شاهدج التي بنيت في زمن السلطان ملك شاه (حكم 1072 - 1092) كمدرس لأبناء الجنود الديلميين، وتمكن من إقناع الحامية تدريجياً بأفكاره. احتل حسن الصباح ألموت عام 1090 وحقيقة أنها كانت في الديلم سهّلت المهمة على شاهدج التي وقعت مع الحامية بأكملها وجزء من سكان المنطقة المجاورة في أيدي الإسماعيليين (لمدة اثني عشر عامًا، 1095 - 1107 م، حسب رشيد الدين) بالإضافة إلى قلعة أخرى والتي هي قلعة كالنجان بالقرب من أصفهان أيضًا. قام عبيد الله بن علي الكاتبي وولي الأصفهاني بالاتفاق مع عبد الملك وابنه. وعندما بدأ الإسماعيليون في جمع الضرائب وقف السكان ضد ذلك. واجه باركياروق مشاكل داخلية، وتوصل إلى التسوية مع الإسماعيليين، لكن الوضع تغيّر في عهد ابنه محمد بن ملكشاه الذي بدأ بمحاربة الحركة الإسماعيلية في حصونه بعد وفاة باركياروق عام 1104.
تمت محاصرة قلعة شاهدج لمدة عام، مما دعا إلى استسلام العديد من الإسماعيليين، كما طلب أحمد بن عبد الملك السلام مدعيًا أن أتباعه مسلمون بالكامل ولا يمكن أن يكونوا هدفًا للحرب. وتلا ذلك مناقشات عقائدية لم يقبلها محمد بن ملكشاه. تم غزو شاهدج أخيرًا في عام 1107 من قبل الوزير السلجوقي سعد الملك وتم القبض على أحمد وابنه، وألقت زوجته بنفسها من جدران القلعة. تم عرض أحمد في شوارع المدينة ليتم السخرية منه ومن ثمّ سُلخ جلده وهو حي وقُطع رأسه. تم إرسال رأسه ورأس ابنه الذي أُعدم معه إلى الخليفة المستظهر بالله في بغداد.